# Barnabás Sztipánovics
Barnabás Sztipánovics (Šikloš, 2. srpnja 1974.) je mađarski nogometaš hrvatskog podrijetla. Igra na položaju napadača. 
U karijeri je igrao za mađarske klubove Beremendi Epitok (1993./94.), Zalaegerszegi TE (1994. – 1997.), hrvatske klubove Belišće (1997./98.), Rijeku (sezone 1998/99. i 1999./00.), za slovenski Maribor (sezona 2000./01. i 2001./02.), ciparske "Apoel" iz Nikozije (sezona 2002./03.), "Olympiakos" iz Nikozije (2003./04.), mađarske "Pécsi MFC" iz Pečuha (2004./05.), "Spartacus" iz Nyiregyhaze (2005. – 2007.), te 2007. opet za "Pécsi MFC" iz Pečuha.
U sezoni 1998./99. je dijelio mjesto najboljeg strijelca 1. HNL s klupskim kolegom iz "Rijeke", Igorom Musom, s 14 pogodaka.
Jednom je nastupio za mađarsku reprezentaciju.

## Vanjske poveznice
- rsssf.com